# ×Cirsiocarduus cirsiformis
Cirsiocarduus cirsiformis là một loài thực vật có hoa trong họ Cúc. Loài này được (Vuk.) Arènes mô tả khoa học đầu tiên năm 1949.